# Serpentine (minéral)
Pour les articles homonymes, voir Serpentine.
La serpentine n'est pas une espèce minérale, mais une famille de minéraux du groupe des silicates et du sous-groupe des phyllosilicates (ou silicates lamellaires). Cette famille contient plus de vingt membres, ou polymorphes, que l'on retrouve dans des roches métamorphiques riches en hydroxydes de fer, aluminium, manganèse, nickel, zinc, calcium ou de magnésium ((Mg, Fe)3Si2O5(OH)4). Étant donné leur origine de formation, et à cause des nombreux éléments présents durant ce phénomène, ses membres sont souvent difficiles à identifier car ils cristallisent également en microcristaux. Les trois polymorphes les plus importants de la serpentine sont l'antigorite, le chrysotile (une forme d'amiante) et la lizardite. La roche qui correspond à la famille de la serpentine est la serpentinite. Les « roches serpentines » sont des roches riches en serpentines, naturellement alcalines, et riches en métaux toxiques (nickel notamment) ou en fibres d'amiante, cancérigènes et écotoxiques, qui supportent des écosystèmes particuliers, généralement pauvres en espèces.
Certains types de serpentine sont utilisés en joaillerie comme pierres taillées ou comme pierres ornementales. Les habitus asbestiformes sont cancérigènes.

## Étymologie

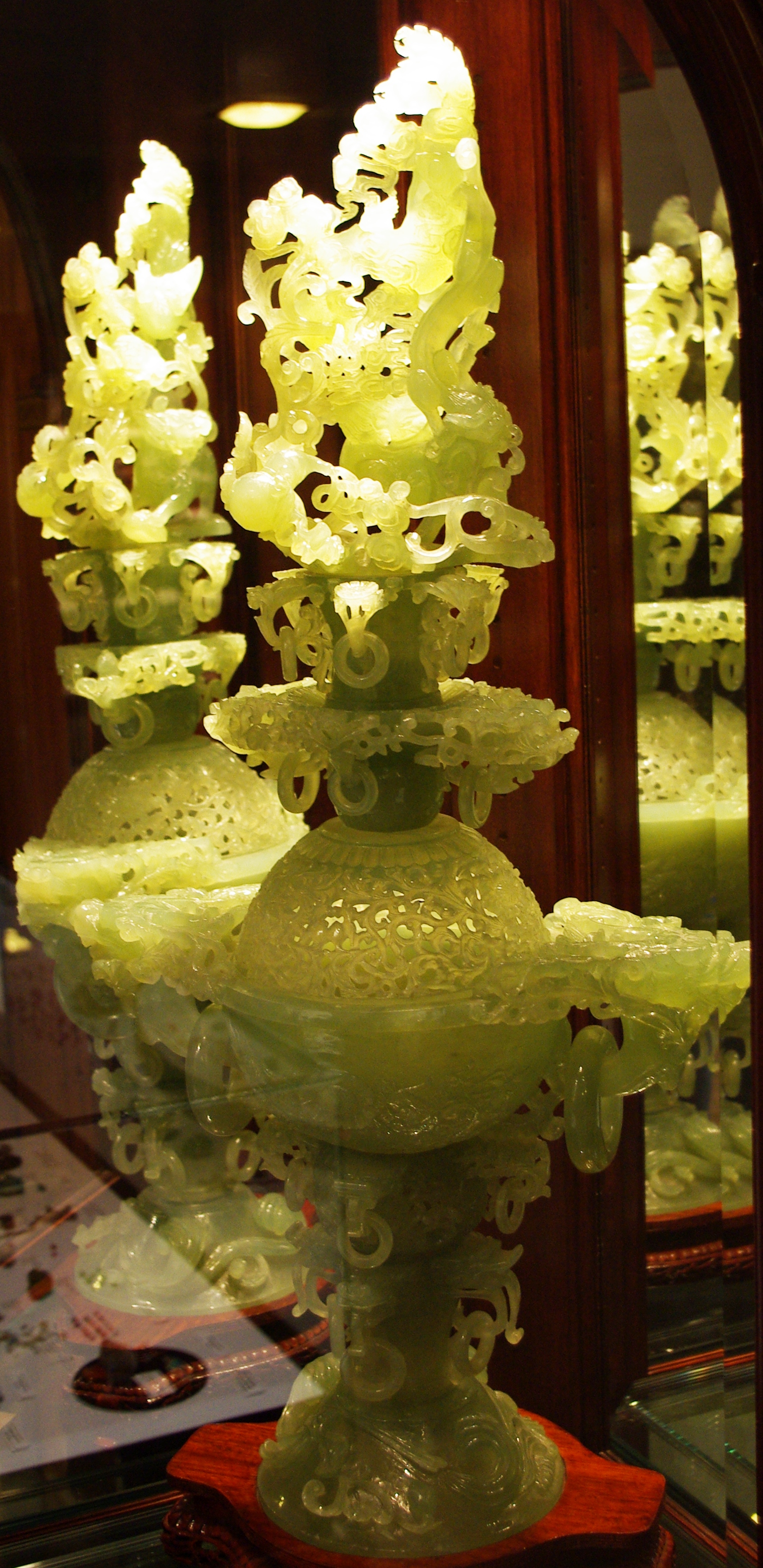
Vase de Chine, Rice Museum

Leur coloration olive et leur aspect souple et écailleux est à l’origine du nom de leurs roches d’origine, les roches ophidiennes venant du grec ophidis, serpent, et de sa forme minérale, la serpentine, qui vient du latin serpentinus qui signifie serpent de pierre.
Le terme générique de serpentine couvre toutefois une large palette de minéraux difficiles à identifier et qui génèrent de nombreuses confusions dans la littérature du XIXe siècle et même de la première partie du XXe siècle.

## Gîtologie
Ces minéraux proviennent de l'altération de l'olivine et des pyroxènes des péridotites. Les serpentines peuvent également se révéler par la pseudomorphose d’autres silicates de magnésium. L'altération peut s’avérer incomplète et provoquer une variation importante des propriétés physiques des serpentines, expliquant également l’importante quantité de ses variétés. Les serpentines occupent une proportion importante du manteau rocheux de la Terre, surtout dans les zones anormalement riches en argiles.

L’antigorite est le polymorphe de la serpentine le plus courant, issu du métamorphisme humide des roches ultramafiques tout en restant stable jusqu’à des températures de 600 °C et à des profondeurs de 60 km ou plus. Au contraire, la lizardite et du chrysotile sont des formes issues des couches superficielles de l’écorce terrestre et se dégradent à des températures de l’ordre de 400 °C. Il a été suggéré que la chrysotile n’aurait pas de stabilité totale, en regard des deux autres polymorphes principaux de la serpentine. Cet aspect pourrait expliquer sa nocivité en tant qu’agent cancérigène.
Des échantillons venant du fond des océans démontrent que les roches ultramafiques sont riches en serpentine. L’antigorite contient de l’eau dans sa structure à hauteur de l’ordre de 13 % de son poids. Il semblerait que l’antigorite joue un rôle important dans les phénomènes de transport aqueux souterrain, dans la création des archipels volcaniques et dans l’approvisionnement en eau des fractures des plaques tectoniques, permettant aussi à l’eau d’atteindre de très grandes profondeurs.

## Pédologie

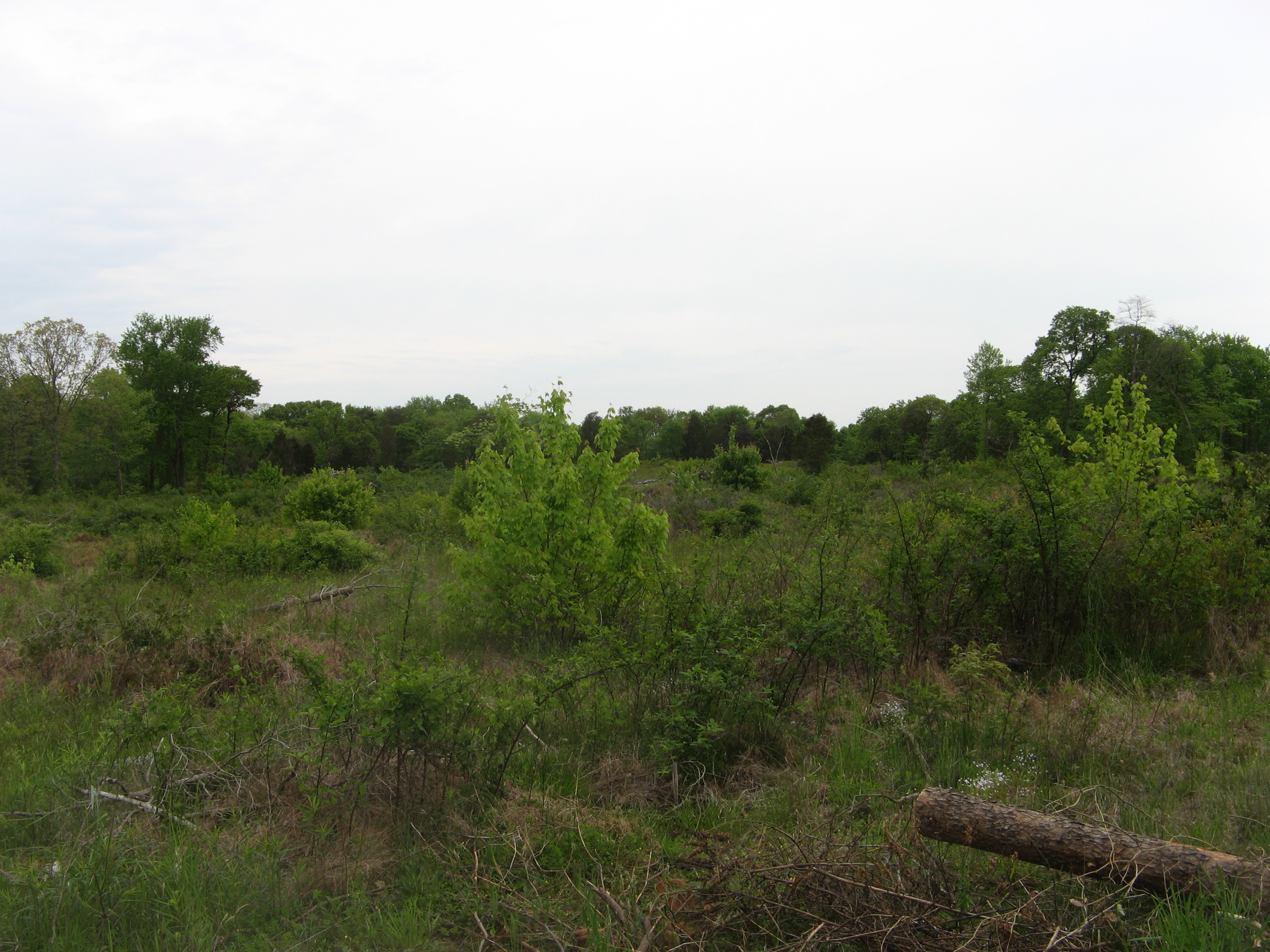
serpentine’s barren en Pennsylvanie

Les sols riches en produits de dégradation de la serpentine sont toxiques pour beaucoup de plantes, par leur teneur élevée en nickel, en chrome et en cobalt. Ces sols présentent en outre une faible teneur en potassium et en phosphore, ainsi qu'un faible rapport calcium/magnésium qui affecte la croissance des plantes. La flore de ces « sols de serpentine » est très caractéristique, avec des espèces à faible croissance, généralement des fruticées (comme les maquis), souvent des conifères. On trouve ainsi en Pennsylvanie, au milieu de zones forestières, des serpentine’s barren (littéralement, « zones stériles à serpentine ») qui contrastent fortement avec les zones voisines par leur végétation.

## Propriétés physiques
La plupart des serpentines sont opaques ou translucides, légères (densité 2,2-2,9), tendres (2,5-4), infusibles (elles se dégradent mais ne fondent pas) et parfois acides. Toutes sont microcristallines et en habitus massifs, les cristaux isolés n’ayant encore jamais été observés. Leur aspect est vitreux, gras ou soyeux. Leur spectre de couleurs est varié, allant du blanc au gris et jusqu’au bleu, du jaune au vert et du marron au noir. Elles montrent souvent des agrégats, des inclusions, des concentrations et des veines. Elles comportent également des formes en plaques ou en fibres. L'échelle de leur cristallisation est minuscule, souvent invisible à l'œil nu. Cependant, comme elles peuvent cristalliser en longues fibres, il n'est pas rare de les voir occuper les interstices rocheux, comme dans les fentes alpines où leurs fibres peuvent atteindre plusieurs mètres de long.

### Gisements en France
Les gisements de serpentine sont ceux de la serpentinite.
- Le lieudit « La Chauvinière », à Mouchamps, est le principal gisement de serpentine de Vendée[5].
- Le Puy de Wolf à Firmi, dans le département de l'Aveyron, est un massif de serpentinite qui serait le plus important d’Europe.
- Un gisement a été exploité dans le département de l'Isère, sur le massif du Taillefer, au lieu-dit de « La Chinarde », au pied des téléskis de la station de l'Alpe du Grand Serre. Une carrière à ciel ouvert s'ouvre sur le flanc du sommet de la Chinarde, la roche extraite varie du vert foncé au vert jaune. Les blocs étaient descendus par le col de l'Oullière pour être taillés à la marbrerie Luyat de la Mure.
- En Limousin, en particulier dans le sud et l'ouest de la Haute-Vienne (région de La Roche-l'Abeille et La Meyze, Vayres), plusieurs gisements ont été exploités pendant le Moyen Âge et la Renaissance.
- Dans les Vosges, à Cleurie, on trouve également des rochers de serpentine, classés en Zone Naturelle d'Intérêt Écologique, Faunistique et Floristique (ZNIEFF) par l'Inventaire National du Patrimoine Naturel (INPN)[6],[7]. L'école publique locale porte d'ailleurs le nom de la pierre[8].

## Les gemmes
Les formes gemmes sont taillées en pierres fines et en pierres ornementales (les antigorites). Souvent teintée, la serpentine peut imiter le jade, et se retrouve nommée en "Suzhou jade", "Styrian jade", '"jade Teton" et "Nouveau jade". La serpentine de Nouvelle-Calédonie, particulièrement riche en nickel, est l'une des plus importantes sources au monde de minerai de nickel (népouite).
La bowenite et la williamsite sont les variétés d'antigorite les plus courantes, avec la lizardite pour ces usages. Leur coloris délicat, leur aspect translucide et leur relative tendreté les rendent attractives pour la sculpture et les bijoux.

## Espèces du groupe (polymorphes)
La première difficulté dans la description de ce groupe est qu'il était originellement défini comme un minéral décliné en plusieurs formes. La deuxième vient de son origine métamorphique et de ses formules extrêmement complexes, ce qui fait que les classifications de Dana et de Strunz ne le traitent pas de la même manière. L'un le met en association avec plusieurs minéraux de référence, et l'autre l'associe avec la kaolinite, d'où une catégorisation compliquée avec des points communs,. Le groupe n'existe d'ailleurs clairement que dans la classification de Dana, la classification de Strunz regroupant les serpentines avec les kaolinites.

### Classification de Dana

#### 71.01.02a Groupe de la serpentine
71.01.02a.01 Antigorite (Mg,Fe2+)3Si2O5(OH)4 Cm m, série polysomatique où la tendance à la courbure typique de la serpentine est inversée périodiquement, ce qui donne comme résultat une structure ondulée;

#### 71.01.02b Sous-groupe de la lizardite
71.01.02b.01 Caryopilite (Mn2+,Mg, Zn,Fe2+)3(Si,As)2O5?(OH,Cl)4 Cm ou C 2/m Mono
71.01.02b.02 Lizardite Mg3Si2O5(OH)4 P1 1, à couches droites, où le silicium et le magnésium sont partiellement remplacés par de l'aluminium;
71.01.02b.03 Garniérite (Népouite) Ni3Si2O5(OH)4 Ccm21 mm2
71.01.02b.04 Greenalite (Fe2+,Fe3+)2-3Si2O5(OH)4 Unk Mono

#### 71.01.02c Sous-groupe de l'amésite
71.01.02c.01 Amésite Mg2Al(SiAl)O5(OH)4 C1 1
71.01.02c.02 Berthiérine (Fe2+,Fe3+,Al,Mg)2-3(Si,Al)2O5(OH)4 Cm m
71.01.02c.03 Brindleyite (Ni,Mg,Fe2+)2Al(SiAl)O5(OH)4 C 2 2
71.01.02c.04 Fraipontite (Zn,Al)3(Si,Al)2O5(OH)4 Cm m
71.01.02c.05 Kellyite (Mn2+,Mg,Al)3(Si,Al)2O5(OH)4 P 63 6
71.01.02c.06 Manandonite Li2Al4[(Si2AlB)O10](OH)8 C1 1
71.01.02c.07 Cronstedtite Fe2+2Fe3+(SiFe3+)O5(OH)4 P 31m 3m

#### 71.01.02d Sous-groupe du chrysotile
71.01.02d.00 Chrysotile Mg3Si2O5(OH)4 A2/m 2/m, principale variété d'amiante, à couches courbes qui forment des spirales
71.01.02d.04 Pécoraïte Ni3Si2O5(OH)4 C 2/m 2/m
Clinochrysotile, orthochrysotile et parachrysotile ont été déclassés par l'IMA en 2006 et définis désormais comme des polytypes du Chrysotile ,,.

### Classification de Nickel-Strunz
Groupe kaolinite-serpentine
09.ED Phyllosilicates avec structure de kaolinite
- 09.ED.05 Dickite Al2Si2O5(OH)4 Cc m
- 09.ED.05 Kaolinite Al2Si2O5(OH)4 P1 1[RoMiGuide 4]
- 09.ED.05 Nacrite Al2Si2O5(OH)4 Cc m
- 09.ED.10 Hisingerite Fe3+2Si2O5(OH)4•2(H2O) Unk Mono
- 09.ED.10 Endellite Al2Si2O5(OH)4•2(H2O) Cc m
- 09.ED.10 Halloysite Al2Si2O5(OH)4 Cc m
- 09.ED.10 Sturtite (Fe3+)(Mn2+,Ca,Mg)Si4O10(OH)3•10(H2O) None
- 09.ED.15 Clinochrysotile Mg3Si2O5(OH)4 Cc, C 2/m Mono  SERPENTINE
- 09.ED.15 Berthiérine (Fe2+,Fe3+,Al,Mg)2-3(Si,Al)2O5(OH)4 Cm m  SERPENTINE
- 09.ED.15 Brindleyite (Ni,Mg,Fe2+)2Al(SiAl)O5(OH)4 C 2 2  SERPENTINE
- 09.ED.15 Amésite Mg2Al(SiAl)O5(OH)4 C1 1 SERPENTINE
- 09.ED.15 Antigorite (Mg,Fe2+)3Si2O5(OH)4 Cm m SERPENTINE
- 09.ED.15 Caryopilite (Mn2+,Mg, Zn,Fe2+)3(Si,As)2O5?(OH,Cl)4 Cm or C 2/m Mono  SERPENTINE
- 09.ED.15 Fraipontite (Zn,Al)3(Si,Al)2O5(OH)4 Cm m  SERPENTINE
- 09.ED.15 Cronstedtite Fe2+2Fe3+(Si,Fe3+O5)(OH)4 P 31m 3m  SERPENTINE
- 09.ED.15 Chrysotile Mg3Si2O5(OH)4 A2/m 2/m SERPENTINE
- 09.ED.15 Garniérite (Népouite) Ni3Si2O5(OH)4 Ccm21 mm2 SERPENTINE
- 09.ED.15 Greenalite (Fe2+,Fe3+)2-3Si2O5(OH)4 Unk Mono  SERPENTINE
- 09.ED.15 Kellyite (Mn2+,Mg,Al)3(Si,Al)2O5(OH)4 P 63 6  SERPENTINE
- 09.ED.15 Lizardite Mg3Si2O5(OH)4 P1 1 SERPENTINE
- 09.ED.15 Orthochrysotile Mg3Si2O5(OH)4 Unk Ortho SERPENTINE
- 09.ED.15 Manandonite Li2Al4[(Si2AlB)O10](OH)8 C1 1  SERPENTINE
- 09.ED.15 Pécoraïte Ni3Si2O5(OH)4 C 2/m 2/m  SERPENTINE
- 09.ED.15 Parachrysotile Mg3Si2O5(OH)4 Unk Ortho  SERPENTINE
- 09.ED.15 Maufite (Mg,Ni)Al4Si3O13•4(H2O) (?) Mono ? Mono
- 09.ED.20 Allophane Al2O3•(SiO2)1.3-2•((H2O))2.5-3 None
- 09.ED.20 Neotocite (Mn,Fe2+)SiO3•(H2O) (?) None
- 09.ED.20 Imogolite Al2SiO3(OH)4 ? Mono
- 09.ED.20 Chrysocolle (Cu,Al)2H2Si2O5(OH)4•n(H2O) Unk Ortho
- 09.ED.25 Bismutoferrite BiFe3+2(SiO4)2(OH) Cm m
- 09.ED.25 Chapmanite Sb3+Fe3+2(SiO4)2(OH) Cm m

## Symbole
La serpentine est depuis 1965 le minéral de référence de l'État de Californie aux États-Unis. À la suite des problèmes de santé dus à l'amiante, son retrait a été demandé en 2010,,.

## Galerie

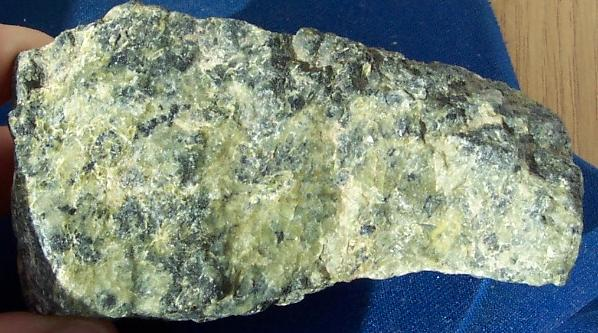
Serpentine d'origine polonaise
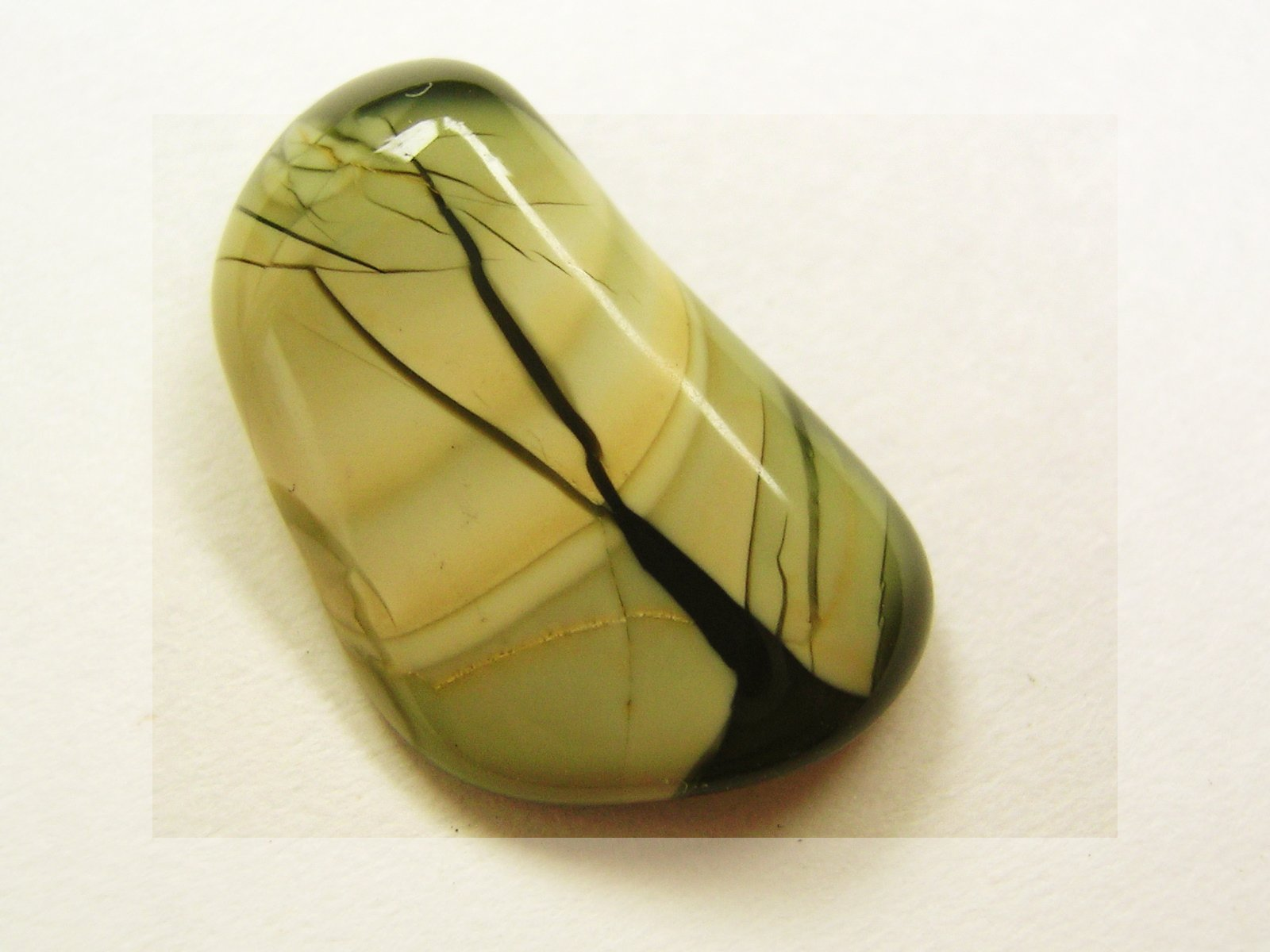
Chyta, serpentine « feuille » (Antigorite)
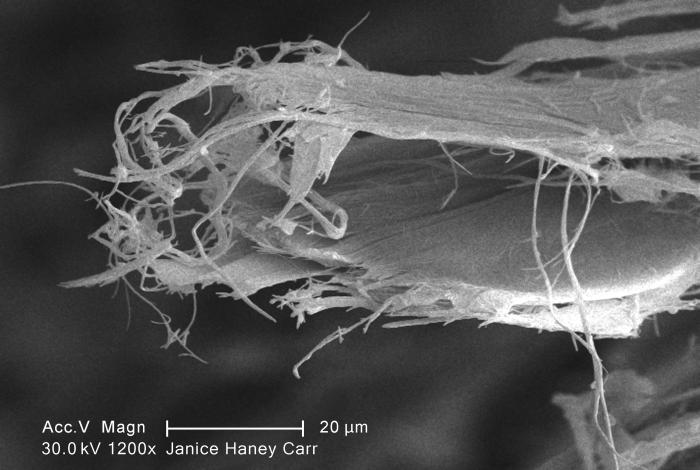
Chrysotile, microscope électronique